# Миллионщиков, Леонид Сергеевич
Леонид Сергеевич Миллионщиков (род. 7 февраля 1927, Денежниково, Раменский район) — советский кинорежиссёр и сценарист.

## Биография
Родился 7 февраля 1927 года в деревне Денежниково Раменского района Московской области.
В 1966 году окончил режиссёрский факультет ВГИКа (мастерская научно-популярного кино Б. Долина). В 1967 году снял на киностудии «Мосфильм» свой первый художественный фильм — короткометражку «Зареченские женихи». В дебюте режиссёра снялись известные артисты Евгений Леонов и Олег Видов. В 1970 году работал на Одесской киностудии, где снял ленту «Меж высоких хлебов», также с участием Леонова. В 1978 году вышла комедия «Живите в радости», поставленная Миллионщиковым на «Мосфильме». В главной роли в картине снялся Леонид Куравлёв, однако большого ажиотажа фильм не вызвал. Характерные эпизодические роли сыграли Владимир Басов и Савелий Крамаров. Отрывок с их участием, названный «Афера с экскаватором», был выложен на YouTube в 2014 году и набрал 7 миллионов просмотров.
Помимо художественных фильмов Леонид Миллионщиков также снимал заказные фильмы и сюжеты для киножурнала «Фитиль», в котором работал с 1963 по 1987 год.

## Фильмография

### Режиссёр
- 1963—1965 — Фитиль (фильмы «Млечный путь», «Эх, дороги!», «Устами младенцев», «Кормилец», «Компот», «Срочно! 03!», «Петенька»)
- 1967 — Всякое бывает…
- 1967 — Зареченские женихи
- 1970 — Меж высоких хлебов
- 1978 — Живите в радости

### Сценарист
- 1963—1987 — Фитиль (фильмы «Млечный путь», «Эх, дороги!», «Устами младенцев», «Срочно! 03!», «Петенька», «Чепуха на постном масле»)
- 1969 — Когда торопят минуты
- 1970 — Меж высоких хлебов
- 1978 — Живите в радости